# Daniel Buscarlet
Pour le pasteur de l’Église d’Écosse, voir Amalric-Frédéric Buscarlet.
Daniel Buscarlet, né à Genève le 7 mars 1898 et mort le 25 mai 1988 dans la même ville, est un pasteur protestant et écrivain genevois.

## Biographie
Après avoir suivi ses études au collège Calvin, à l'université de Genève et celle de Lausanne, il est nommé pasteur à Marcinelle en 1922, puis à la cathédrale Saint-Pierre de Genève en 1931 jusqu'à sa retraite en 1963.

## Publications
Il est l'auteur de nombreux ouvrages de vulgarisation historique sur le protestantisme ainsi que sur la peinture locale.
- La Réformation à Genève, Compagnie des Pasteurs, 1936
- Genève, citadelle de la réforme, Delachaux et Niestlé, 1959Préface de Marc Boegner
- Les stalles de La cathédrale Saint-Pierre à Genève, 1963
- Le Mur de Genève, 1965
- La cathédrale de Genève, 1969
- De Millau à Genève : une famille du Refuge, les Buscarlet et leurs descendants, 1983